# Chaseviridae
Chaseviridae ist die Bezeichnung für eine Familie von Viren mit sog. Kopf-Schwanz-Aufbau (Klasse Caudoviricetes), deren natürlichen Wirte Mitglieder der bakteriellen Klasse Gammaproteobacteria sind – solche bakteriellen Viren nennt man auch Bakteriophagen. Der erste isolierte Phage von diesem Typ war der Escherichia-Phage φEcoM-GJ1.

## Etymologie
Der Name der Familie, Chase, wurde zu Ehren von Martha Cowles Chase (1927–2003) gewählt, die zusammen mit Alfred Hershey experimentell nachgewiesen hat, dass das genetische Material (Erbmaterial) aus DNA (und nicht Protein) besteht (Hershey-Chase-Experiment).

## Beschreibung
Mitglieder dieser Familie gehören zur Klasse Caudoviricetes (Viren mit Kopf-Schwanz-Struktur) mit isometrischen (nicht etwa langgestreckten) Köpfen und sind vom Morphotyp Myoviren.
Die Köpfe haben einen Durchmesser von ca. 62 nm, die kontraktilen Schwänze eine Länge von ca. 120 nm.
Die Wirte sind Bakterien der Gattungen Aeromonas, Erwinia, Escherichia, Pectobacterium und Shewanella, alles Mitglieder der Klasse der Gammaproteobakterien.
Das Genom der Mitglieder der Chaseviridae hat im Durchschnitt eine Länge von 54,2 kbp (Kilobasenpaaren), darunter sind ca. 2,6 kbp direkte terminale Wiederholungen (englisch direct terminal repeats, DTRs).
Der GC-Gehalt liegt bei ca. 46,5 mol% (43,6 – 52,8 mol%).
Das Genom kodiert für etwa 77 Proteine und in einigen Fällen auch für eine tRNA (Transfer-RNA).
Außer dort, wo Gattungen mit mehreren Arten identifiziert haben, zeigen die Mitglieder dieser Gruppe als Ganzes nur eine sehr geringe Verwandtschaft in der DNA-Sequenz, was mit der Bandbreite des GC-Gehalts korreliert.
Auf der Proteinebene (Proteom) teilen sich Erwinia-Phagen vB_ EamM-Y2 und Shewanella-Phagen SpYZU05 34,8 % Homologe.
Zu den gemeinsamen Proteinen gehören die RNA-Polymerase, die DNA-Polymerase, die Primase und die Exonuklease.
In den Analysen von Adriaenssens, Krupovic et al. (2020) gruppierten sich
Aeromonas-Phage pAh6-C,
Escherichia-Phage φEcoM-GJ1,
Erwinia-Phage vB_EamM-Y2,
Pectobacterium-Phage PM1 und
Shewanella-Phage Spp001
in ein Cluster. Diese Analyse legte die Abgrenzung zweier Unterfamilien nahe: die eine umfasst die Gattungen Carltongylesvirus, Faunusvirus, Loessnervirus und Suwonvirus; die andere umfasst die Gattungen Pahsextavirus und Yushanvirus.

## Systematik
Gemäß International Committee on Taxonomy of Viruses (ICTV) gliedert sich die Familie Chaseviridae nach einigen Neuzugängen mit Stand Mai 2024 wie folgt in Unterfamilien, Gattungen und Arten (von letzteren ist hier nur eine Auswahl wiedergegeben, zusammen mit einer Auswahl an Vorschlägen nach NCBI in Anführungszeichen):
Familie Chaseviridae
- Unterfamilie Cleopatravirinae[3]
  - Gattung Carltongylesvirus
    - Spezies Carltongylesvirus Bp7 mit Escherichia phage vB_EcoP_Bp7
    - Spezies Carltongylesvirus Bp10 mit Escherichia phage vB_EcoM_Bp10
    - Spezies Carltongylesvirus DE15 mit Escherichia phage vB_EcoM_DE15
    - Spezies Carltongylesvirus flopper (Escherichia-Virus flopper) mit Escherichia phage flopper
    - Spezies Carltongylesvirus GJ1 (Escherichia-Virus GJ1, ehem. Typus) mit Escherichia-Phage phiEcoM-GJ1 (φEcoM-GJ1)
    - Spezies Carltongylesvirus mangalitsa mit Escherichia phage Mangalitsa
    - Spezies Carltongylesvirus MLP1 mit Escherichia phage MLP1
    - Spezies Carltongylesvirus PO1031 mit Escherichia phage PO103-1
    - Spezies Carltongylesvirus PYps16N mit Yersinia phage PYps16N
    - Spezies Carltongylesvirus PYps23T mit Yersinia phage PYps23T
    - Spezies Carltongylesvirus PYps3T mit Yersinia phage PYps3T
    - Spezies Carltongylesvirus SA91KD mit Escherichia phage vB_EcoM_SA91KD
    - Spezies Carltongylesvirus SKA49 mit Escherichia phage SKA49
    - Spezies Carltongylesvirus ST32 (Escherichia-Virus ST32) mit Escherichia phage ST32

  - Gattung Faunusvirus (nicht zu verwechseln mit der vorgeschlagenen Spezies „Faunusvirus sp.“ der Cafeteriaviren, Familie Mimiviridae)
    - Spezies Faunusvirus faunus (Erwinia-Virus Faunus, ehem. Typus) mit Erwinia phage Faunus

  - Gattung Fifivirus
    - Spezies Fifivirus fifi44 mit Erwinia phage Fifi44

  - Gattung Loessnervirus
    - Spezies Loessnervirus SSEM1 mit Pantoea phage vB_PagM_SSEM1
    - Spezies Loessnervirus Y2 (Erwinia-Virus Y2) mit Erwinia-Phage vB_EamM-Y2

  - Gattung Myducvirus
    - Spezies Myducvirus myduc (Proteus-Virus Myduc) mit Proteus-Phage Myduc (en. Proteus phage Myduc)

  - Gattung Sabourvirus
    - Spezies Sabourvirus sv4HA13 (Escherichia-Virus 4HA13) mit Escherichia-Phage vB_EcoM_4HA13 (en. Escherichia phage vB_EcoM_4HA13)

  - Gattung Suwonvirus
    - Spezies Suwonvirus PM1 (Pectobacterium-Virus PM1, ehem. Typus) mit Pectobacterium phage PM1
    - Spezies Suwonvirus PP101 (Pectobacterium-Virus PP101) mit Pectobacterium phage PP101

- Unterfamilie Nefertitivirinae[3]
  - Gattung Liaoningvirus
    - Spezies Liaoningvirus VPs20 mit Vibrio phage vB_VpaM_VPs20

  - Gattung Longwangvirus
    - Spezies Longwangvirus BUCT696 mit Aeromonas phage BUCT696

  - Gattung Pahsextavirus
    - Spezies Pahsextavirus pAh6C (Aeromonas-Virus pAh6C, ehem. Typus) mit Aeromonas-Phage pAh6-C
    - Spezies „Aeromonas phage PVN02“ („Aeromonas-Phage PVN02“)

  - Gattung Phayathaivirus
    - Spezies Phayathaivirus pAh62TG mit Aeromonas phage pAh6.2TG
    - Spezies Phayathaivirus PVN03 mit Aeromonas phage PVN03

  - Gattung Shantouvirus
    - Spezies Shantouvirus ZPAH14 mit Aeromonas phage ZPAH14

  - Gattung Yushanvirus
    - Spezies Yushanvirus Spp001 (Shewanella-Virus Spp001) mit Shewanella-Phage Spp001
    - Spezies Yushanvirus SppYZU05 (Shewanella-Virus SppYZU05) mit Shewanella-Phage SppYZU05